# Cholesteatose
Unter einer Cholesteatose versteht man eine klinisch harmlose Veränderung der Gallenblasenschleimhaut in Form einer stippchen- oder netzartigen Schleimhautzeichnung bei Ansammlung lipidspeichernder Makrophagen in Schleimhautfalten.

## Synonyme

Cholesteatose der Gallenblase mit zahlreichen gelblichen Stippchen der Schleimhaut.

Synonym gebrauchte Begriffe sind Cholesterose, Cholesterolose, Stippchengallenblase, Erdbeergallenblase,  Fischschuppengallenblase oder Lipoidose der Gallenblase. Sachlich falsch ist die Bezeichnung als Lipoid-Cholezystitis.

## Epidemiologie
Die Häufigkeit im unausgewählten Obduktionsgut beträgt etwa 10 Prozent. Der Altersgipfel liegt bei Frauen um das 60. Lebensjahr, bei Männern um das 65. Lebensjahr. Frauen sind insgesamt etwas häufiger betroffen als Männer.

## Pathophysiologie
Der Störung zugrunde liegt offenbar eine pathologisch vermehrte Resorption von Lipiden. Diese wird unter anderem begünstigt durch einen erhöhten Cholesteringehalt der Galle, einem Gallestau innerhalb der Gallenblase sowie durch Lymphabflussstörungen im Bereich der Gallenblasenwandung. Die Lipide werden dabei vermutlich in den Epithelien synthetisiert und in das daruntergelegene Bindegewebe abgegeben, wo sie von Makrophagen aufgenommen werden. Chemisch besteht das gespeicherte Material aus Cholesterin, Cholesterinestern, freien Fettsäuren und anderen Lipiden.

## Pathologie
Je nach Ausprägungsgrad finden sich im Bereich der Gallenblasenschleimhaut entweder lediglich kleine gelbliche Stippchen, eine netzartige gelbliche Schleimhautzeichnung oder kleine gelbliche polypöse Schleimhautvorwölbungen (sogenannte Cholesterinpolypen). Selten werden analoge Veränderungen auch im Bereich des Gallen- oder Pankreasgangs beobachtet. Feingeweblich enthält das unter dem Epithel gelegene Schleimhautstroma Gruppen lipidspeichernder Makrophagen (sogenannte Schaumzellen oder Pseudoxanthomzellen).

## Therapie und Prognose
Die Veränderung ist asymptomatisch, harmlos und daher nicht therapiebedürftig.